# Reinhardt Abraham
Reinhardt Abraham (* 15. Juli 1929 in Kunzendorf, Schlesien; † 1. November 1995 in Seeheim) war ein deutscher Manager der Lufthansa.

## Familie
Abraham wurde am 15. Juli 1929 als Sohn des Gutsverwalters Gert Abraham und dessen Frau Ella geb. Lilienthal in Schlesien geboren. Ab 1962 war er mit Erika Nolte verheiratet. Aus dieser Ehe gingen drei Kinder hervor.

## Ausbildung und Beruf
Die Schule schloss Abraham mit dem Abitur ab. Anschließend absolvierte er ein Praktikum am Heinrich-Hertz-Institut für Schwingungsforschung in Berlin. Von 1948 bis 1956 studierte Abraham Physik, Luftfahrttechnik und Wirtschaftsingenieurwesen an der Technischen Universität Berlin, die er als Diplomingenieur verließ. In dieser Zeit organisierte er als Leiter des Auslandsreferats der Hochschule die sogenannte Studentenluftbrücke nach Westdeutschland, die als erstes großes deutsches Charterflugprogramm nach dem Zweiten Weltkrieg gilt. 1956 trat er in den Lufthansakonzern ein. Ab 1959 hatte er die Aufgabe, in Frankfurt am Main ein Wartungszentrum aufzubauen, dessen Leitung er mit der Eröffnung 1960 übernahm. 1970 verbrachte er kurze Zeit an der Harvard Business School und wurde zum stellvertretenden Vorstandsmitglied ernannt. 1972 wurde Abraham Vorstand des Geschäftsbereichs Technik und 1982 stellvertretender Vorsitzender des Lufthansa-Vorstands. Daneben hatte er zahlreiche Beirats- und Aufsichtsratsmandate, unter anderem bei Condor und der Allianz inne.
Abraham gilt als der Begründer der modernen Lufthansaflotte. Seinem Engagement ist der Erwerb der Junkers Ju 52/3m D-AQUI und damit verbunden auch die Gründung der Lufthansa Berlin-Stiftung zu verdanken. Das Flugzeug trägt sein Namenssignum unter der Pilotenkanzel.